# Chrpa černá

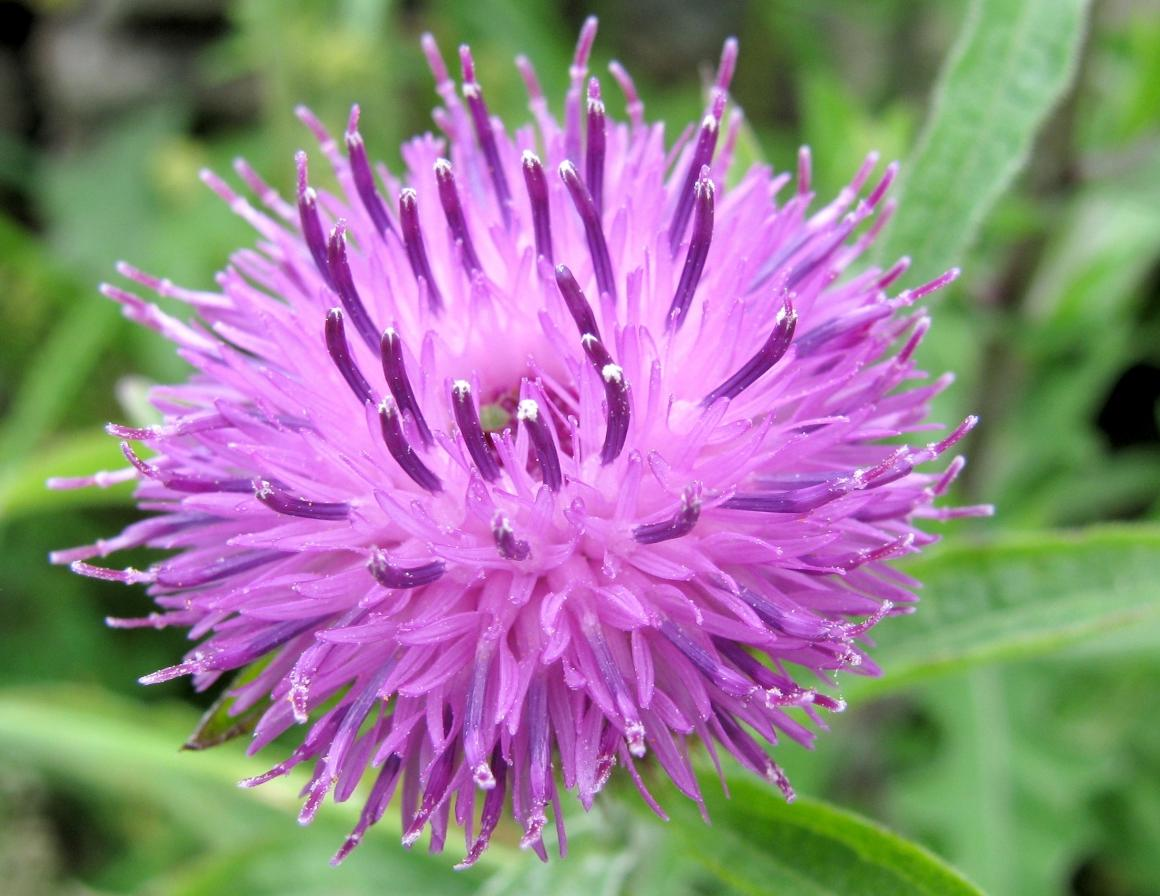
Rozkvetlé květy úboru

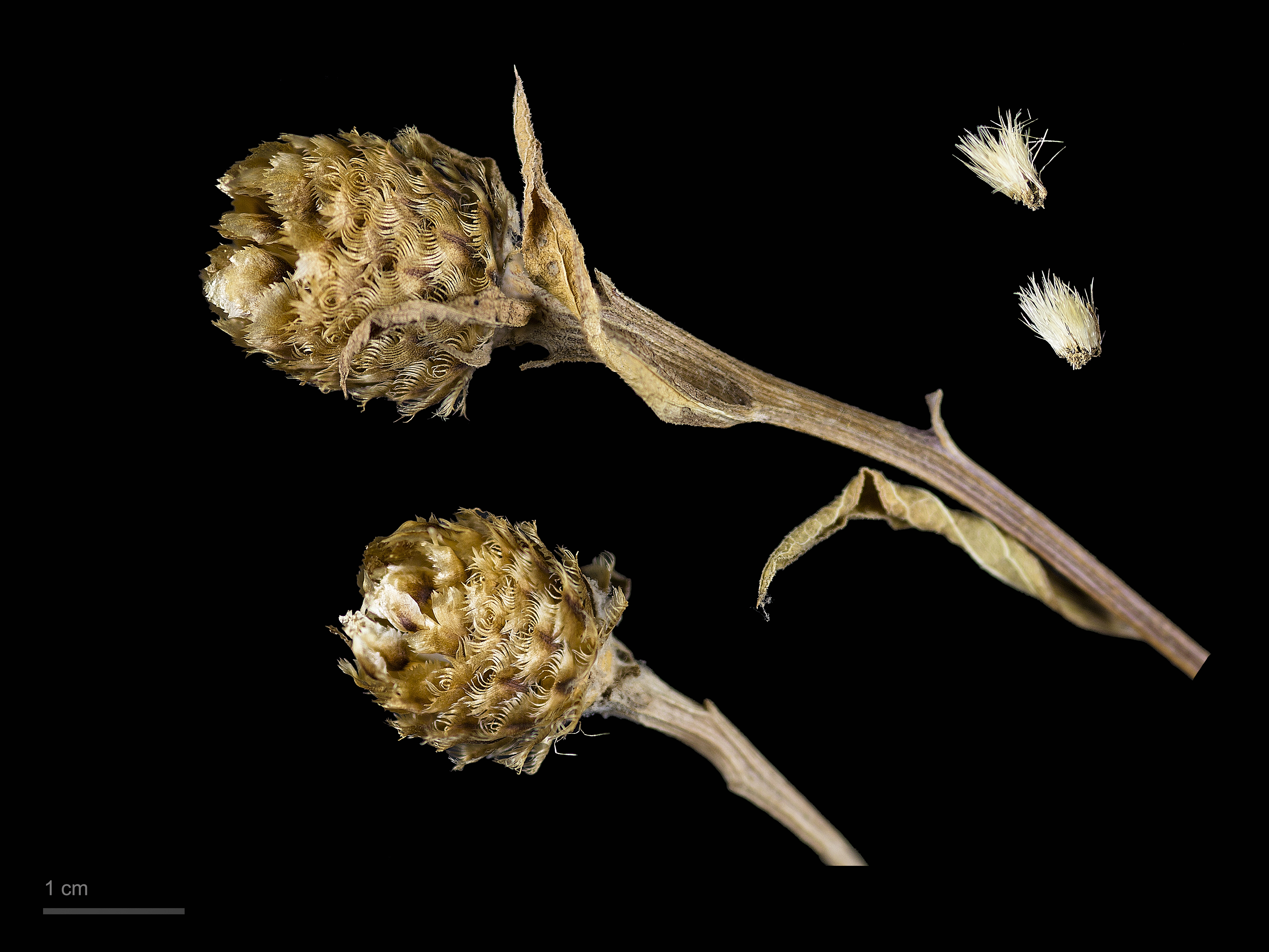
Suché úbory s nažkami

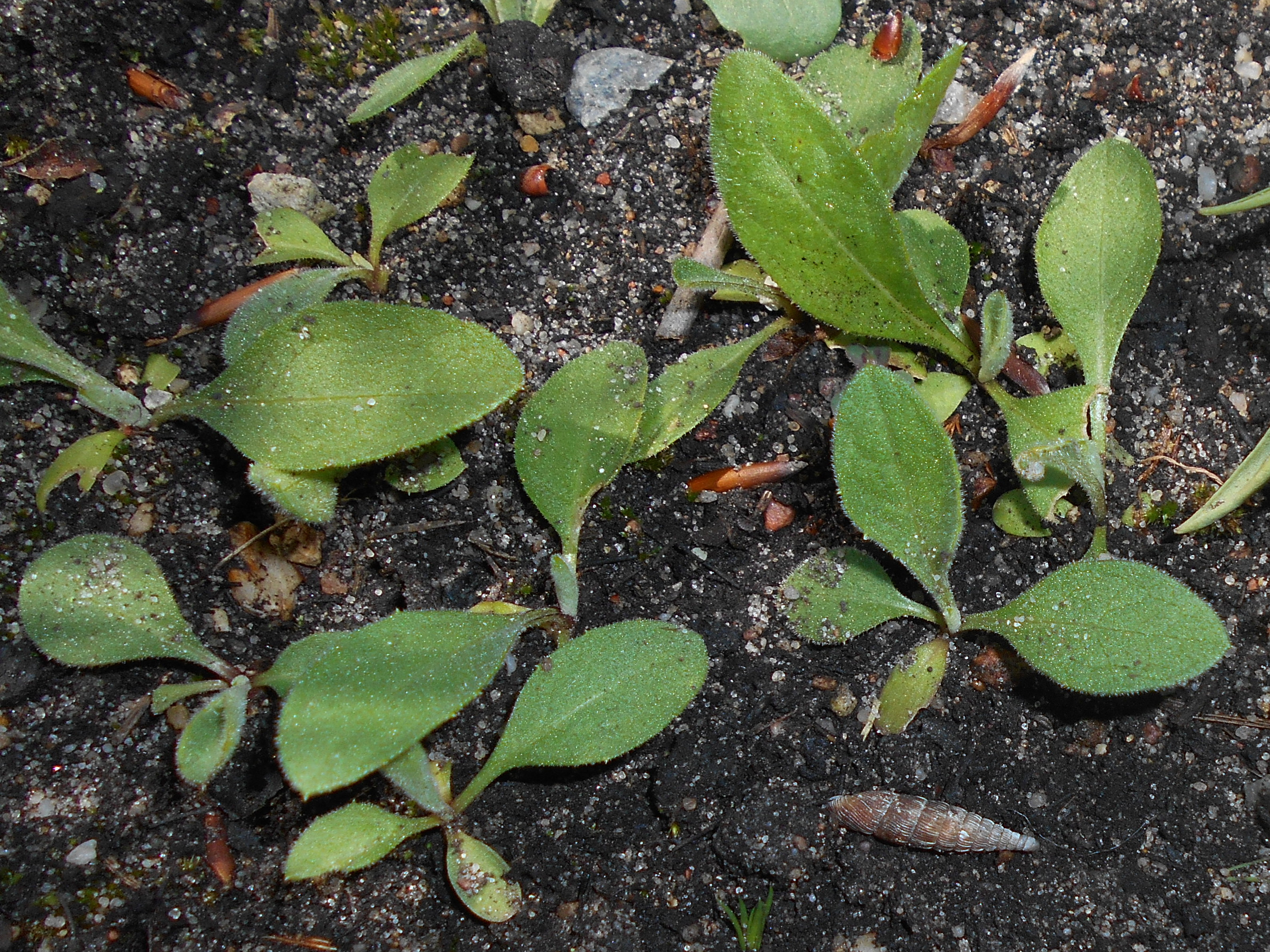
Přezimující listové růžice

Chrpa černá (Centaurea nigra) je vytrvalá, rozvětvená bylina vysoká 40 až 90 cm. V letních měsících vykvétá na konci hlavní lodyhy a větví růžově fialovými květy sestavenými do až 4 cm širokých úborů. V české přírodě je tento druh klasifikován jako náhodně zavlečený, v současnosti naturalizovaný neofyt, který byl na českém území poprvé zjištěn roku 1872.

## Rozšíření
Rostlina roste nejčastěji na místech s klimatem ovlivňovaném Atlantským oceánem, v severní části Iberského poloostrova, ve Francii, v Británii a na Skandinávském poloostrově na jihozápadě Norska. Dále se vyskytuje v Belgii, Holandsku, v západní části Německa a ve Švýcarsku. Směrem na východ zasahují ojedinělé lokality podél Baltského moře do Polska a přes Pobaltí do jižního Finska, jižní větev sahá ze západní Evropy na severozápad Afriky do Maroka. Druhotně byla chrpa černá zavlečena mj. do Česka, Severní Ameriky a také Austrálie.

## Ekologie
V české krajině se vyskytuje, jako bylina vnesená ze západní Evropy, nejčastěji v severních a severozápadních Čechách. Často roste na trávnících v parcích, což dokládá její zavlečení s travním semenem. V některých částech republiky se roztroušeně vyskytuje na mezofilních loukách a řídce i podél železnic či silnic. Preferuje slunné místo na čerstvé až vlhké půdě, která má být nejlépe hlinitopísčitá nebo jílovitá s pH mezi 4 až 6.
Jsou rozlišovány dva cytotypy, diploidní s 22 chromozomy a tetraploidní se 44 chromozomy. Je rostlinou poměrně mohutnou a konkurenčně dosti silnou. Platí zde proto předpoklad, že na lokalitě, kde se uchytí, přetrvává po dlouhou dobu. Ze semene se prvým rokem vytvoří pouze řídká listová růžice, z které teprve druhým rokem vyroste květonosná lodyha. Kvete od července do září.

## Popis
Vytrvalá rostlina s přímou lodyhou vysokou nejčastěji 40 až 90 cm, větvenou do šikmo odstálých větví. Má nedlouhý oddenek sloužící jako zásobárna živin, z  kterého rostou tlusté kořeny. Lodyha je na průřezu oblá, slabě žebernatá, krátce pýřitá a řídce pavučinatě chlupatá. Sytě zelené listy jsou drsné a pýřitě chlupaté. Pouze několik celistvých listů s řapíky vytváří přízemní růžici, která obvykle již bývá v době kvetení suchá. Spodní lodyžní listy jsou řapíkaté, čepel mají obkopinatou až eliptickou, celistvou až peřenodílnou. Střední listy lodyhy jsou širokou bázi přisedlé, bývají dlouhé až 12 cm a široké až 4 cm, vejčité či kopinaté. Jsou celistvé nebo oddáleně laločnatě zubaté, peřenolaločné až peřenodílné, mívají jeden až dva vzájemně oddálené postranní úkrojky. Horní lodyžní listy jsou přisedlé klínovitou bázi a směrem vzhůru se dále výrazně zmenšují.
Na konci lodyhy a větví vyrůstají jednotlivé úbory s růžově fialovými květy. Úbory jsou průměrně široké až 4 cm a dlouhé do 1,5 cm, zákrov je kulovitý až široce vejčitý, vnější a střední zákrovní listeny mají tmavě hnědé až černé přívěsky. (Odtud druhové jméno "chrpa černá"). Květy s růžově fialovou korunou jsou pětičetné, všechny jsou trubkovité, okrajové někdy slabě paprskují; v úboru bývá květů čtyřicet až sto. Středové květy jsou oboupohlavné, každý má pět tyčinek podélně srostlých do trubičky, pestík vzniklý ze dvou plodolistů a jednu bliznu s věnečkem vymetacích chlupů se spojenými rameny. Cizosprašné květy jsou opylované včelami, čmeláky, motýly, brouky a dalším létajícím hmyzem, kterým poskytují hodně pylu i nektaru.
Plody jsou nažky s víceřadým drsným chmýrem s paprsky dlouhými nanejvýš 0,5 mm, někdy chmýr zcela chybí. Nažky dlouhé asi 3 mm jsou hnědé, válcovité, mírně stlačené, hladké nebo jemně chlupaté, do okolí jsou roznášené větrem.

## Taxonomie
Chrpa černá bývá členěna do pěti až osmi poddruhů, jejich vymezení však není jednoznačné. Ve střední Evropě se vyskytují dva, chrpa černá pravá (Centaurea nigra L. subsp. nigra) a chrpa černá hajní (Centaurea nigra L. subsp. nemoralis Jord.). Chrpa černá dále vytváří celou skupinu podobných druhů, které jsou podstatně ovlivněné křížením s chrpou luční (Centaurea jacea). Vzniká tím množství dále plodných jedinců a existují lokality, kde se vyskytují pouze tito kříženci. Některé uváděné rozlišovací znaky, například šířka listů, tenké versus ztluštělé větve, tvar úborů i barva přívěsků jsou však do značné míry závislé na fyzických podmínkách prostředí, např. na vlhkosti, oslunění, kosení a podobných zásazích.